# Roberto Pregadio
Roberto Pregadio (Catania, 6 dicembre 1928 – Roma, 15 novembre 2010) è stato un pianista, paroliere, arrangiatore e personaggio televisivo italiano, conosciuto al grande pubblico soprattutto grazie al lungo periodo di partecipazione alla trasmissione La Corrida - Dilettanti allo sbaraglio.

## Biografia

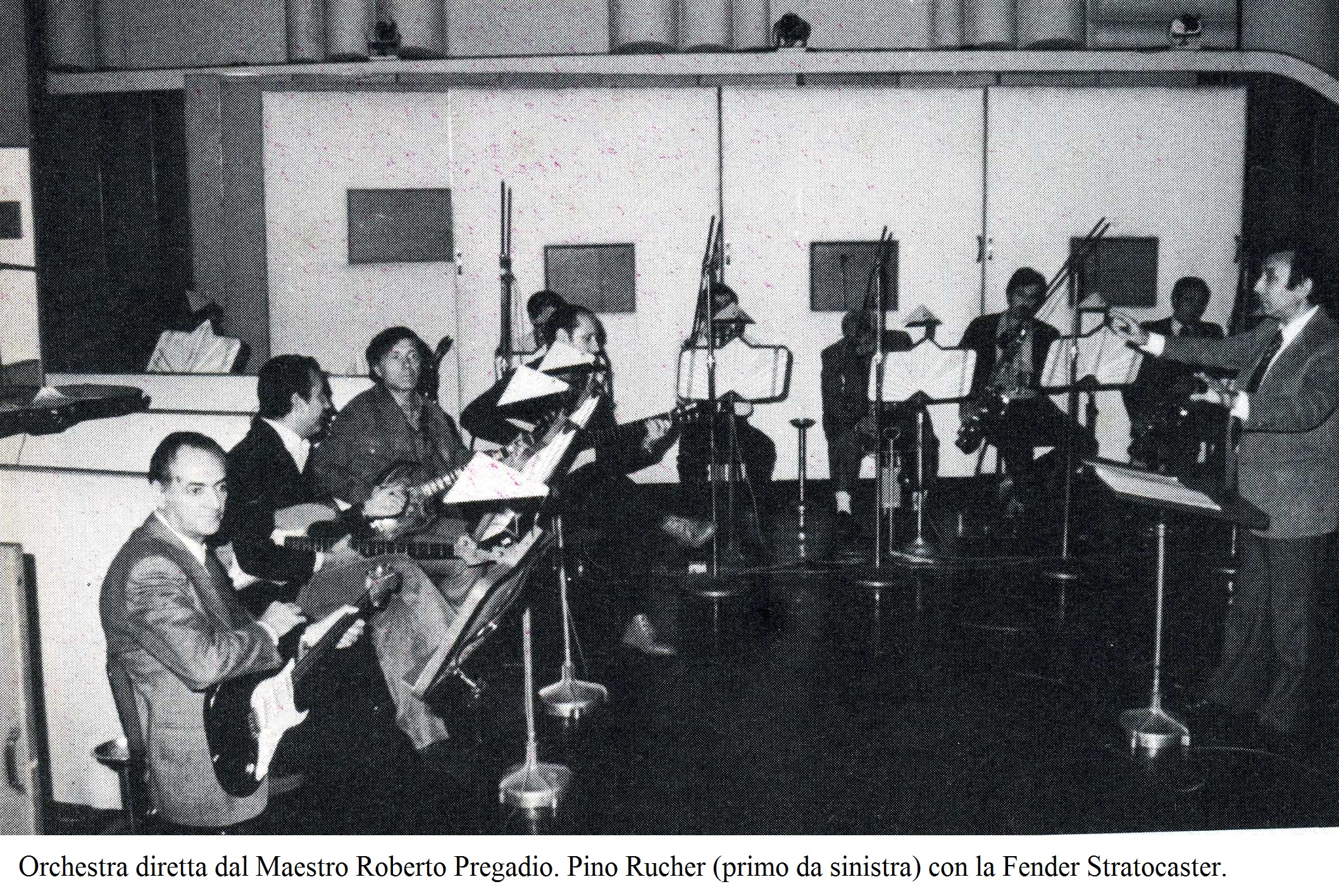
Orchestra Rai diretta dal maestro Roberto Pregadio (primo da destra).
Da sinistra: Pino Rucher con la Fender Stratocaster accanto al bassista Maurizio Majorana, Sergio Coppotelli (terzo da sinistra) e Mario Gangi (quarto da sinistra) alla chitarra classica.

Dopo il diploma in pianoforte conseguito al Conservatorio di Napoli, suonò per un certo tempo nell'orchestra di musica leggera Carta Musical del maestro Peppe Carta, divenendo in seguito pianista stabile nell'Orchestra di Musica Leggera della Rai nel 1960. Dalla seconda metà degli anni sessanta, per circa una quindicina d'anni, scrisse e diresse contemporaneamente alcune colonne sonore di film di genere (sentimentali, piccole commedie), in gran parte misconosciute. In radio lavorò in vari programmi, tra cui Tutta la città ne parla (Rai Sicilia - Sede di Catania) (con Turi Ferro), Le piace la radio?, Il microfono è vostro (presentato da Nunzio Filogamo). Negli anni ottanta formò un complesso Swing, il Sestetto Swing di Roma, con Franco Chiari al vibrafono, Baldo Maestri al clarinetto, Carlo Pes alla chitarra, Alessio Urso al contrabbasso e Roberto Zappulla alla batteria; il gruppo incise per la Fonit Cetra l'album Five Continents.
Divenne noto al grande pubblico per essere stato uno dei volti simbolo del programma La Corrida - Dilettanti allo sbaraglio, ideato e condotto da Corrado e andato in onda sulla seconda radio Rai dal 1968 al 1977 ed in televisione su Canale 5 dal 1986 al 1997. In tale trasmissione, per tutti gli anni di messa in onda, Pregadio ricoprì il ruolo di direttore d'orchestra e di spalla del conduttore, esibendosi in numerosi siparietti comici con Corrado stesso. Quando la trasmissione fu riproposta, a partire dal 2002, sempre su Canale 5 con la conduzione di Gerry Scotti, Pregadio tornò a dirigere l'orchestra.
Nel 2009 decise di lasciare il programma a seguito dell'intenzione, manifestata dalla produzione, di sostituirlo con Vince Tempera nel ruolo del direttore dell'orchestra e di limitare la sua presenza ad una partecipazione straordinaria; decise quindi di partecipare ad alcune puntate di Italia allo specchio e di far parte del cast della nuova edizione dei Raccomandati, condotta da Pupo.
Nel 2003, nell'ambito del premio Pippo Barzizza, gli venne assegnato il Trofeo alla carriera in qualità di arrangiatore e compositore di musica leggera. Appassionato di musica jazz, ha diretto una sua big band, curandone gli arrangiamenti ed esibendosi spesso al BeBop Jazz Club di Roma. 

### Morte
Morì a Roma il 15 novembre 2010, all'età di 81 anni; è stato sepolto nel Cimitero Flaminio.

## Discografia parziale

### Album
- Roberto Pregadio alle tastiere - Pinciana Record PM007 - 1974
- 4 luglio 1985 - Five Continents (Fonit Cetra, IJC 03; con il Sestetto Swing di Roma)

## Filmografia
- La pupa, regia di Giuseppe Orlandini (1963)
- Il gioco delle spie, regia di Paolo Bianchini (1966)
- La sfinge d'oro, regia di Luigi Scattini (1967)
- L'ultimo killer, regia di Giuseppe Vari (1967)
- Dick Smart 2.007, regia di Franco Prosperi (1967)
- Calda e... infedele (Un diablo bajo la almohada), regia di José María Forqué (1968)
- Un buco in fronte, regia di Giuseppe Vari (1968)
- Ciccio perdona... Io no!, regia di Marcello Ciorciolini (1968)
- Eva la Venere selvaggia, regia di Roberto Mauri (1968)
- Un posto all'inferno, regia di Giuseppe Vari (1969)
- Indovina chi viene a merenda?, regia di Marcello Ciorciolini (1969)
- Kommissar X - Drei goldene Schlangen, regia di Roberto Mauri (1969)
- L'isola delle svedesi, regia di Silvio Amadio (1969)
- Il pistolero dell'Ave Maria, regia di Ferdinando Baldi (1969)
- Puro siccome un angelo papà mi fece monaco... di Monza, regia di Giovanni Grimaldi (1969)
- Franco, Ciccio e il pirata Barbanera, regia di Mario Amendola (1969)
- Quel maledetto ponte sull'Elba, regia di León Klimovsky (1969)
- Principe coronato cercasi per ricca ereditiera, regia di Giovanni Grimaldi (1970)
- Franco e Ciccio sul sentiero di guerra, regia di Giovanni Grimaldi (1970)
- Tempo d'immagini, regia di Adimaro Sala (1970)
- Il clandestino, regia di Pino Mercanti (1970)
- Cose di Cosa Nostra, regia di Steno (1970)
- Crystalbrain - L'uomo dal cervello di cristallo (Transplante de un cerebro), regia di Juan Logar (1970) - direzione orchestrale
- Mazzabubù... Quante corna stanno quaggiù?, regia di Mariano Laurenti (1971)
- Erika, regia di Filippo Walter Ratti (1971)
- La ragazza dalle mani di corallo, regia di Luigi Petrini (1971)
- La spada normanna, regia di Roberto Mauri (1971) – accreditato come H. Pregadio
- I quattro pistoleri di Santa Trinità, regia di Giorgio Cristallini (1971)
- Quello sporco disertore, regia di León Klimovsky (1971)
- Il mio nome è Mallory... M come morte, regia di Mario Moroni (1971)
- Io... donna, regia di Alberto Cardone (1971)
- Il sorriso della iena, regia di Silvio Amadio (1972)
- Decameron proibitissimo (Boccaccio mio statte zitto), regia di Marino Girolami (1972)
- Come fu che Masuccio Salernitano, fuggendo con le brache in mano, riuscì a conservarlo sano, regia di Silvio Amadio (1972)
- Decameron nº 4 - Le belle novelle del Boccaccio, regia di Paolo Bianchini (1972)
- Passi di danza su una lama di rasoio, regia di Maurizio Pradeaux (1973)
- ...e così divennero i 3 supermen del West, regia di Italo Martinenghi (1973)
- Catene, regia di Silvio Amadio (1974)
- Sesso in testa, regia di Sergio Ammirata (1974)
- Mean Mother, regia di Al Adamson e León Klimovsky (1974)
- La minorenne, regia di Silvio Amadio (1974)
- L'eredità dello zio buonanima, regia di Alfonso Brescia (1974)
- El talón de Aquiles, regia di León Klimovsky (1974)
- Peccati di gioventù, regia di Silvio Amadio (1975)
- Quella età maliziosa, regia di Silvio Amadio (1975)
- Emmanuelle bianca e nera, regia di Mario Pinzauti (1976)
- Lager SSadis Kastrat Kommandatur, regia di Sergio Garrone (1976)
- Voto di castità, regia di Joe D'Amato (1976)
- SS Lager 5: L'inferno delle donne, regia di Sergio Garrone
- Amore all'arrabbiata, regia di Carlo Veo (1977)
- I gabbiani volano basso, regia di Giorgio Cristallini (1978)
- La settima donna, regia di Franco Prosperi (1978)
- Nel regno di Napoli, regia di Werner Schroeter (1978)
- La parte più appetitosa del maschio, regia di Lorenzo Magnolia (1979)
- Il medium, regia di Silvio Amadio (1980)
- La dea cannibale, regia di Jesús Franco e Francesco Prosperi (1980)
- Le segrete esperienze di Luca e Fanny, regia di Roberto Girometti e Gérard Loubeau (1980)
- Gunan il guerriero, regia di Franco Prosperi (1982)
- Zero in condotta, regia di Giuliano Carnimeo (1983)
- Babette, regia di Claudio Perone (1983)
- L'ultimo innocente, regia di Pietro Nardi (1992)